# Sinibotys evenoralis
Sinibotys evenoralis là một loài bướm đêm trong họ Crambidae.